# Deirdre Lorenz
Deirdre Lorenz (* in Oregon) ist eine US-amerikanische Schauspielerin, Filmproduzentin und ein Model.

## Leben und Leistungen
Lorenz wuchs gemeinsam mit ihrer Zwillingsschwester in Oregon auf. Sie schloss ein Studium der Managementlehre an der Portland State University ab. Danach zog sie nach New York City, wo sie am Ensemble Studios Theater und in den Stella Adler Studios in Schauspielkunst unterrichtet wurde. Währenddessen arbeitete sie als Model; ihre Fotos erschienen unter anderen auf der Titelseite des New York Magazine.
Lorenz debütierte als Schauspielerin in einer Folge der Fernsehserie Sex and the City aus dem Jahr 2002. Im Filmdrama Club der Cäsaren (2002) trat sie an der Seite von Kevin Kline und Emile Hirsch auf. In der Komödie Focus Room (2003) übernahm sie eine größere Rolle, außerdem wirkte sie als Produzentin mit. In der Filmbiografie El Cantante (2006) mit Marc Anthony und Jennifer Lopez verkörperte sie die Freundin von Willie Colón (John Ortiz). In der Komödie Copy That (2006) spielte sie an der Seite von Ice-T und Stephanie March eine der größeren Rollen, außerdem war sie erneut als Produzentin tätig. Die Veröffentlichung des Filmdramas Santorini Blue, in dem sie eine der beiden Hauptrollen übernahm, war für das Jahr 2009 geplant, verzögerte sich jedoch bis zum Jahr 2013. Im selben Jahr erfolgte ihre erste Regiearbeit für den Fernsehfilm Nobody, für den sie auch das Drehbuch schrieb und als Akteur vor der Kamera stand.
Die Schauspielerin lebt in New York City.

## Filmografie (Auswahl)
- 2002: Club der Cäsaren (The Emperor's Club)
- 2003: Focus Room
- 2006: El Cantante
- 2006: Copy That
- 2007: Verführung einer Fremden (Perfect Stranger)
- 2009: Law & Order (Fernsehserie, 1 Folge)
- 2011: The Great Fight
- 2013: Santorini Blue
- 2013: Disgruntled (Fernsehfilm)
- 2013: Scavenger Killers
- 2013: Captured Hearts
- 2013: Nobody (Fernsehfilm)